# Дебарва
Дебарва (тигринья ድባርዋ) — торговый город в центральной Эритрее, расположенный примерно в 25 км к югу от столицы Асмэры с населением около 25 тысяч жителей. Это столица района (цилима) Дебарва в административной провинции Дэбуб («Южная») (одной из пяти в Эритрее).

## История
Дебарва раньше была столицей древнего царства Мэдри-Бахр, название которого примерно переводится как «Земля моря». Им правил Бахр-Негус («Царь Моря»). Португальская экспедиция под командованием Криштована да Гамы провела сезон дождей 1542 года в Дебарве в качестве гостей Бахр-Негуса. Турки-османы захватили часть Мэдри-Бахра в 1557 году и в течение нескольких десятилетий боролись за контроль над местным населением и эфиопскими соседями. Ко времени стабилизации ситуации турки-османы контролировали Суакин, Массауа, Аркико и близлежащие территории от побережья, но время от времени их набеги достигали районы Богос, Хамасьен и Хабаб Эритреи.
В 1559 году продвижение Османской империи вглубь Мэдри-Бахра было остановлено в Дебарве эпидемией гриппа, в результате которой пали тысячи османских солдат, что вынудило армию отступить к портам и остановило продвижение османской армии на эритрейское нагорье.
Город также сильно пострадал от эпидемии сыпного тифа в 1893 году, последовавшей за лишениями Великого голода (1888—1892). Один путешественник-француз описал Дебарву как «опустошённый» город, при этом всё, что осталось от некогда процветавшего города, — это «несколько груд камней, почти разрушенная церковь и несколько убогих лачуг».

## Демография
Большинство населения Дебарвы принадлежит к этнической группе бихер-тигринья (говорящей на языке тигринья). По вероисповеданию местные жители в основном являются приверженцами эритрейской православной церкви тэвахдо.

## Экономика
Каждую субботу местные жители привозят на рынок такие продукты, как картофель, помидоры, куры и зерно. Помимо того, что это торговый город, это также шахтерский город с запасами с высоким содержанием золота, меди, серебра и цинка, а также важный транспортный маршрут между юго-западным углом провинции Зоба-Дебуб и Асмэрой. Японская компания Hitachi когда-то эксплуатировала рудник под Дебарвой, но он был закрыт в 1960-х годах из-за начала войны за независимость Эритреи от Эфиопии. 